# Fred MacMurray
Fredrick Martin MacMurray (Kankakee, 30 de agosto de 1908 — Santa Mônica, 5 de novembro de 1991), mais conhecido como Fred MacMurray, foi um ator estadunidense.

## Biografia
Fred MacMurray nasceu em Kankakee, Illinois, filho de Maleta (nome de solteira: Martin) e Frederick MacMurray, ambos nativos de Wisconsin. Sua tia era uma artista e atriz de vaudeville, Fay Holderness. Antes de MacMurray completar dois anos de idade, sua família mudou-se para Madison (Wisconsin), onde seu pai trabalhou como professor de música. A família então se mudou dentro do estado para Beaver Dam, onde sua mãe nasceu em 1880.

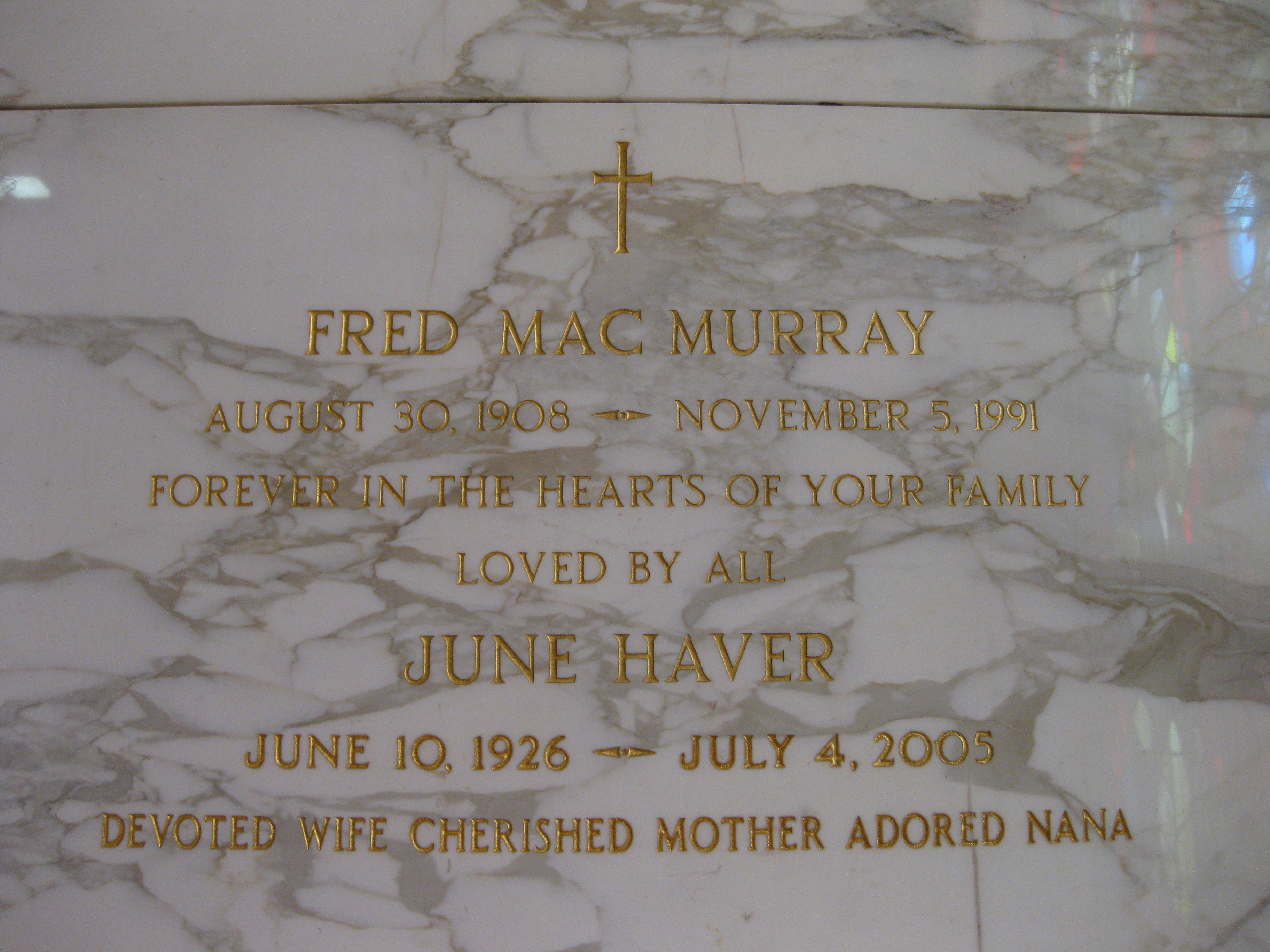
A sepultura de Fred MacMurray e June Haver.

MacMurray, como vocalista de destaque, gravou em 1930 com a Orquestra de Gus Arnheim em "Tudo o que eu quero é apenas uma garota" no selo Victor.
Antes de ir para Hollywood tentar a carreira como ator ele foi músico e tocava saxofone em uma orquestra. Começou no cinema fazendo comédias românticas mas depois participou de grandes clássicos dramáticos como "Pacto de Sangue" de Billy Wilder em 1944.
Nos anos 60 ficou popular com a série de televisão "A Escuna do Diabo", que ficou durante 12 anos no ar, e um de seus filmes mais famosos é também dessa época, " Se Meu Apartamento Falasse", ao lado de Jack Lemmon e Shirley McLaine.
Era casado com a atriz June Haver com quem teve uma filha. Sepultado no Holy Cross Cemetery.

## Filmografia
| - Girls Gone Wild (1929) - Why Leave Home? (1929) - Tiger Rose (1929) - Grand Old Girl (1935) - The Gilded Lily (1935) - Car 99 (1935) - Men Without Names (1935) - Alice Adams (1935) - Hands Across the Table (1935) - The Bride Comes Home (1935) - The Trail of the Lonesome Pine (1936) - Thirteen Hours by Air (1936) - The Princess Comes Across (1936) - The Texas Rangers (1936) - Champagne Waltz (1937) - Maid of Salem (1937) - Swing High, Swing Low (1937) - Exclusive (1937) - True Confession (1937) - Cocoanut Grove (1938) - Men with Wings (1938) - Sing You Sinners (1938) - Cafe Society (1939) - Invitation to Happiness (1939) - Honeymoon in Bali (1939) - Remember the Night (1940) - Little Old New York (1940) - Too Many Husbands (1940) - Rangers of Fortune (1940) - Virginia (1941) - One Night in Lisbon (1941) - Dive Bomber (1941) - New York Town (1941) - The Lady Is Willing (1942) - Take a Letter, Darling (1942) - The Forest Rangers (1942) - Star Spangled Rhythm (1942) - Flight for Freedom (1943) - No Time for Love (1943) - Above Suspicion (1943) - Standing Room Only (1944) - And the Angels Sing (1944) - Double Indemnity (1944) | - Practically Yours (1944) - Where Do We Go From Here? (1945) - Captain Eddie (1945) - Murder, He Says (1945) - Pardon My Past (1945) - Smoky (1946) - Suddenly It's Spring (1947) - The Egg and I (1947) - Singapore (1947) - On Our Merry Way (1948) - The Miracle of the Bells (1948) - An Innocent Affair (1948) - Family Honeymoon (1949) - Father Was a Fullback (1949) - Borderline (1950) - Never a Dull Moment (1950) - A Millionaire for Christy (1951) - Callaway Went Thataway (1951) - Fair Wind to Java (1953) - The Moonlighter (1953) - The Caine Mutiny (1954) - Pushover (1954) - Woman's World (1954) - The Far Horizons (1955) - The Rains of Ranchipur (1955) - At Gunpoint (1955) - There's Always Tomorrow (1956) - Gun for a Coward (1957) - Quantez (1957) - Day of the Bad Man (1958) - Good Day for a Hanging (1959) - The Shaggy Dog (1959) - Face of a Fugitive (1959) - The Oregon Trail (1959) - The Apartment (1960) - The Absent-Minded Professor (1961) - Bon Voyage! (1962) - Son of Flubber (1963) - Kisses for My President (1964) - Follow Me, Boys! (1966) - The Happiest Millionaire (1967) - Charley and the Angel (1973) - The Swarm (1978) |